# Osvaldo Prosperi
Osvaldo Prosperi (Treia, 1887 – La Spezia, 21 luglio 1964) è stato un politico italiano.

## Biografia
Laureato in medicina e chirurgia, si arruolò volontario nella prima guerra mondiale, combattendo sul Piave con il grado di ufficiale e meritandosi la medaglia al valore.
Dopo la marcia su Roma si iscrisse al Partito Socialista. La sua abitazione divenne un vero e proprio centro di attività politica, tanto da portare all'arresto dello stesso Prosperi da parte dell'OVRA, e condannato dal Tribunale Speciale a cinque anni di confino a Lipari.
Durante il confino si avvicinò al Partito Comunista. Venne nuovamente arrestato nel 1939 con altri antifascisti e venne confinato per tre anni a Pisticci.
Dopo l'8 settembre 1943 divenne attivista del CLN nelle Marche e dopo la liberazione del territorio marchigiano venne proclamato a furor di popolo sindaco della natia Treia.
Tornato alla Spezia venne nominato presidente provinciale del CLN, sostituendo Pietro Mario Beghi che fu nominato prefetto.
Dopo la liberazione fu assessore della giunta presieduta da Agostino Bronzi, per poi succedergli alla poltrona di sindaco dal 20 novembre 1951.